# Монтреал Запад
Монтреал Запад (фр. Montréal-Ouest) је град у Канади у покрајини Квебек. Према резултатима пописа 2011. у граду је живело 5.085 становника.

## Географија

### Клима
| Клима (Монтреал Запад)     | Клима (Монтреал Запад) | Клима (Монтреал Запад) | Клима (Монтреал Запад) | Клима (Монтреал Запад) | Клима (Монтреал Запад) | Клима (Монтреал Запад) | Клима (Монтреал Запад) | Клима (Монтреал Запад) | Клима (Монтреал Запад) | Клима (Монтреал Запад) | Клима (Монтреал Запад) | Клима (Монтреал Запад) | Клима (Монтреал Запад) |
| Показатељ \ Месец          | .Јан.                  | .Феб.                  | .Мар.                  | .Апр.                  | .Мај.                  | .Јун.                  | .Јул.                  | .Авг.                  | .Сеп.                  | .Окт.                  | .Нов.                  | .Дец.                  | .Год.                  |
| -------------------------- | ---------------------- | ---------------------- | ---------------------- | ---------------------- | ---------------------- | ---------------------- | ---------------------- | ---------------------- | ---------------------- | ---------------------- | ---------------------- | ---------------------- | ---------------------- |
| Средњи максимум, °C (°F)   | −5,7 (21,7)            | −3,9 (25)              | 2,2 (36)               | 10,7 (51,3)            | 19 (66)                | 23,6 (74,5)            | 26,2 (79,2)            | 24,8 (76,6)            | 24,8 (76,6)            | 12,7 (54,9)            | 5,3 (41,5)             | −2,2 (28)              | 26,2 (79,2)            |
| Просек, °C (°F)            | −10,2 (13,6)           | −8,4 (16,9)            | −2,3 (27,9)            | 5,7 (42,3)             | 13,4 (56,1)            | 18,2 (64,8)            | 20,9 (69,6)            | 19,6 (67,3)            | 14,6 (58,3)            | 8,1 (46,6)             | 1,6 (34,9)             | −6,3 (20,7)            | 6,24 (43,25)           |
| Средњи минимум, °C (°F)    | −14,7 (5,5)            | −12,9 (8,8)            | −6,7 (19,9)            | 0,6 (33,1)             | 7,7 (45,9)             | 12,7 (54,9)            | 15,6 (60,1)            | 14,3 (57,7)            | 9,4 (48,9)             | 3,4 (38,1)             | −2,1 (28,2)            | −10,4 (13,3)           | −14,7 (5,5)            |
| Количина падавина, mm (in) | 78,3 (30,83)           | 61,5 (24,21)           | 73,6 (28,98)           | 78 (30,7)              | 76,3 (30,04)           | 83,1 (32,72)           | 91,3 (35,94)           | 92,7 (36,5)            | 92,6 (36,46)           | 77,8 (30,63)           | 92,6 (36,46)           | 81,3 (32,01)           | 979,1 (385,48)         |
| [ тражи се извор ]         |                        |                        |                        |                        |                        |                        |                        |                        |                        |                        |                        |                        |                        |

## Становништво
Према резултатима пописа становништва из 2011. у граду је живело 5.085 становника, што је за 1,9% мање у односу на попис из 2006. када је регистровано 5.184 житеља.
| 2006. | 2011. |
| ----- | ----- |
| 5.184 | 5.085 |